# Blonde on Blonde
Blonde on Blonde – siódmy (pierwszy podwójny – wersja winylowa) album Boba Dylana wydany w 1966 roku. Częściowo poświęcony ówczesnej muzie Andy’ego Warhola – Edie Sedgwick. Zawiera takie klasyczne utwory jak „Just Like a Woman”. „I Want You” czy „Rainy Day Women ♯12 & 35”. Album charakteryzowało bogate i psychodeliczne brzmienie. Płyta została wydana w 1966 roku jako podwójna płyta winylowa przez Columbia Records w USA, a w Europie przez jej odpowiednik czyli CBS.
Istniały 3 alternatywne miksy tego albumu: monofoniczny pierwotny (wydany w Kanadzie), monofoniczny nowszy wydany między innymi w USA i stereofoniczny. Te trzy wersje różniły się od siebie dość znacznie brzmieniem.

## Historia i charakter albumu
Album Blonde on Blonde jest kulminacją tego okresu kariery Dylana i ostatnim albumem trylogii z połowy lat 60 XX w., na którą złożyły się jeszcze Bringing It All Back Home i Highway 61 Revisited.
Jednak nagranie tego albumu sprawiło artyście wiele trudności. I to mimo tego, że miał do dyspozycji Ala Koopera, jednego z najlepszych ludzi w biznesie. Miał także grupę The Hawks, która towarzyszyła mu na występach, a potem pod nazwą The Band była jednym z najlepszych zespołów świata, i której muzycy rozumieli się wręcz telepatycznie. Złożyło się na to wiele przyczyn, z których najważniejsze to:
- krótkie wypady koncertowe pod koniec 1965 r. i amerykańsko-brytyjskie tournée pomiędzy 5 lutego a 26 maja 1966 r.
- nieprzygotowanie Dylana do nowego albumu; nie miał gotowych tekstów i muzyki
- specyficzna metoda pracy Dylana w studiu

Bringing It All Back Home został nagrany w ciągu trzech dni, Highway 61 Revisited – w ciągu sześciu dni, Blonde on Blonde – w ciągu dwunastu dni, ale na przestrzeni pół roku!
Dylan o tym albumie powiedział:
[Jeśli] najbliżej kiedykolwiek doszedłem do tego brzmienia, które słyszę w moim umyśle, to były to poszczególne zespoły na albumie Blonde on Blonde. To jest to cienkie, to dzikie rtęciowe brzmienie. Jest ono metaliczne i jasnozłote, ze wszystkim, z czym się kojarzy. To jest moje szczególne brzmienie.
Był to pierwszy rockowy podwójny album w historii. Jego tytuł, związany z Brecht on Brecht Bertolta Brechta sugeruje także coś innego; jego pierwsze litery układają się w imię „Bob”. Nieostre, zamglone zdjęcie na okładce albumu sugeruje życie artysty w chaosie. Jednak sam album, mimo zaprezentowania wielości stylów muzycznych: bluesa, country, rocka, folku i nawet polki, oraz niezwykłej rozpiętości tematycznej: dość brutalnych rozstań („One of Us Must Know (Sooner or Later)”), trudnej miłości („Just Like a Woman”), wizjonerskiej introspekcji pod wpływem Walta Whitmana („Visions of Johanna”), prostego pożądania („I Want You”), sprytnej parodii („4th Time Around”), obserwacji sojologicznej („Leopard-Skin Pill-Box Hat”), farsowo egzystencjalnej polki („Rainy Day Woman # 12 & 35”), fantsamogorycznej opowieści w stylu Beat Generation („Stuck Inside of Mobile with the Memphis Blues Again’), pięknej ballady miłosnej („Sad Eyed Lady of the Lowlands”) itd. – jest daleki od chaosu.
Album ten jest spójny dzięki jego konstrukcji, głębokości i brzmieniu, które należy zawdzięczać grupie The Hawks z Robbiem Robertsonem na czele. Im też należy częściowo zawdzięczać to, że chociaż album był nagrywany także w Nashville, nie wykazuje najmniejszych nawet wpływów stylu country. Jak napisał Oliver Trager (...) Blonde on Blonde przedstawia muzyczny i poetycki teatr absurdu spięty gryzącymi gitarowymi riffami, prześwietlającymi akordami organowymi, ostrymi [partiami] fortepianowymi i nawet „nabuzowanymi” dęciakami.
W lipcu 1966 r. Bob Dylan uległ wypadkowi motocyklowemu. Po rekonwalescencji szpitalnej odosobnił się w Woodstocku. Zanim ponownie wszedł do studia nagraniowego, upłynęło 18 miesięcy.
Album ten znalazł się na liście 100 najważniejszych albumów magazynu Time.
Zajął 9 pozycję wśród 500 najważniejszych albumów rockowych magazynu Rolling Stone.
Zajął 8 pozycję wśród najważniejszych albumów według magazynu Mojo.
W Top Ten Reviews album zajął miejsce 3 (na 209 albumów) za rok 1966, miejsce 3 (na 5308 albumów) za lata 60. XX wieku, i miejsce 5 (na 455 808 albumów) w ogóle.

## Sesje nagraniowe
Podczas pierwszych sesji Dylan w ogóle nie miał zamiaru nagrywania następnego albumu, tylko chciał nagrać singla, a właściwie dwa. „Positively 4th Street” piął się w górę listy przebojów, więc Dylan chciał pójść za ciosem. Ponieważ nie był przekonany do nagranej już wersji (30.7.1965) „Can You Please Crawl Out Your Window?”. wziął The Hawks do swojego ulubionego studia A aby go powtórnie nagrać. Trzeba jednak dodać, że mieli oni pierwsze próby z Dylanem 3 tygodnie wcześniej, a zadebiutowali koncertem w Carnegie Hall zaledwie 4 dni wcześniej. Nie byli więc jeszcze świadomi specyficznej metody pracy artysty. Sesje zaczęły się nie najlepiej, bo całą serią fałszywych startów i nagle, gdy producent i zespół byli na krawędzi załamania nerwowego, wyłoniła się z tego chaosu cudownie, wspaniale wykonana, już w pełni ukształtowana wersja.
Dopiero w styczniu 1966 r. rozpoczęło się systematyczne rozwijanie zaczątków utworów. Z drugiej strony wiadomo, że Dylan wolał nagrywać z muzykami, których znał słabo albo nie znał w ogóle. Dlatego część albumu została nagrana w Nashville. Allen Ginsberg (i inni także) przekazał trochę informacji na temat metody pracy Dylana w studiu. Dylan lubił wejść do studia, pogadać trochę z muzykami, pomamrotać coś do mikrofonu. Następnie szedł do pokoju kontrolnego i przesłuchiwał taśmę spisując, co mu się spodobało. Potem to trochę organizował i aranżował, znów podchodził do mikrofonu i starał się to jakoś zaśpiewać. I kontynuował to aż do zadowalającego rezultatu. Zarówno „Medicine Sunday” oraz „Jet Pilot” nagrane właśnie podczas pierwszej sesji najpewniej powstały w ten sposób. Z tego pierwszego utworu wziął jeden wers, chociaż istotny, Mama, why are you so hard?, który znalazł się później w „Temporary Like Achilles”. Z „I Don’t Want to Be Your Partner” wziął dużo więcej i przeniósł do „I Wanna Be Your Lover”. „Jet Pilot” (lub „Pilot Eyes”) był tylko małym fragmentem, w dodatku tak podobnym do połowy piosenek z Highway 61 Revisited, że został od razu odrzucony. Z kolei „I Wanna Be Your Lover” nigdy nie został wydany, gdyż od strony tekstowej miał charakter jednorazowego żartu z The Beatles. Mimo tego muzycy spędzili nad nim dużo czasu studyjnego cyzelując go w oczekiwaniu na jakąś erupcję natchnienia.
Natchnienie przyszło 30 listopada. Dylan dokonał pierwszego podejścia do jednej ze swoich najświetniejszych piosenek „Freeze Out”, która znalazła się na albumie pod zmienionym tytułem jako „Visions of Johanna”. Sprawdzenie trzech wersji tego utworu z 30 listopada, 21 stycznia i 14 lutego jest fascynującym zajęciem dla każdego fana Dylana. Wynika to z tego, że artysta nigdy nie lubił nagrywać idealnych, całkowicie skończonych, ostatecznych utworów. Przedkładał ponadto nagrania „brudne”. w pewien sposób niedoskonałe i nieostateczne. Jednak tak naprawdę porównywanie tych trzech wersji „Visions of Johanna” nie ma większego sensu, gdyż każda powinna być wysłuchana na swoich własnych prawach.
Praca Dylana w studiu była bliska technice jazzmenów, czyli zakładała, że istotna jest rejestracja ich spontanicznego (improwizowanego) wykonania danego utworu. Natomiast w większości wypadków istotą muzyki rockowej była jej komercyjność, a więc wiązało się to z dążeniem do nagrania „idealnego” utworu, dlatego ulepszano nowe wersje, poprawiając je. W muzyce popularnej ten proces był jeszcze bardziej wymagający, jako najbardziej komercyjny.
Jednak nawet te styczniowe sesje Dylana nie udokumentowały jakiejś większej ilości nagrań czy pomysłów do rozwinięcia. Plonem jej były wolna wersja „Visions of Joanna (pierwsza była bardzo szybka i rockowa), dwie wersje (elektryczna i solowa) „She’s Your Lover Now”. instrumentalny utwór „Number One” oraz kolejny singiel „One of Us Must Know (Sooner or Later)” (dzięki Kooperowi). Tajemnicą pozostaje problem nigdy niedokończonych „She’s Your Lover Now” i „I'll Keep It with Mine”. skoro ich wersje były tak bardzo zaawansowane, że właściwie następna sesja mogła dać już zupełnie dobry produkt.
Kolejną zagadką jest, kiedy właściwie Dylan postanowił nagrać podwójny album. Dotychczasowy przebieg sesji nie wskazywał, żeby o tym myślał. Ale 15 lutego odbyła się jego druga sesja w Nashville, gdzie został nagrana pierwsza i jedyna wersja „Sad Eyed Lady of the Lowlands”. Utwór ten trwał ponad 11 minut, a więc na ówczesnej płycie winylowej zajmował całą stronę. Dlatego Dylan musiał wtedy zadecydować o nagraniu podwójnego albumu.
Wśród fanów krąży informacja, że Dylan pisał utwory do Blonde on Blonde, podczas gdy muzycy grali w karty. Nie wiadomo czy jest to prawdą, ale długość sesji nagraniowych może świadczyć, że nawet jeśli muzycy nie grali w karty, jego intuicyjno-improwizatorska i otwarta technika nagrywania była dość czasochłonna. Np. sesja do „Sad Eyed Lady of the Lowlands” trwała od godz. 6 wieczorem do 1 w nocy, a wiadomo, że utwór ten został nagrany za pierwszym razem. Joe South, Kenny Buttrey i Charlie McCoy byli znakomitymi muzykami ale związanymi z Nashville, z muzyką country i zapewne pracowali w systemie od do, gdzie nie było raczej miejsca na czekanie na natchnienie. Dlatego praca z Dylanem musiała być dla nich uciążliwa. Jednak byli tam także Al Kooper i Robbie Robertson, którzy działali jako pośrednicy między rozwichrzonym Bobem a przyziemną grupą z Nashville. Kooper spotykał się zresztą w dzień z Dylanem (większość sesji odbywała się wieczorami), który uczył go podstawowej struktury utworu, nad którym mieli pracować w studiu. A więc, gdy w już w studiu Dylan pracował na swój sposób nad danym utworem, Kooper pracował z resztą muzyków nad jego muzyczną strukturą. Mimo to praca na nagraniem „Stuck Inside of Mobile with the Memphis Blues Again” zajęła im naprawdę sporo czasu; zaczęli nagranie tego utworu o 12:30 w południe 16 stycznia a skończyli o 7 rano 17 stycznia 1966. Ostatecznie jest to znakomity, wręcz idealny utwór ze znakomitą perkusją Buttreya, która napędza każdą cząstkę tego utworu.
Marcowe sesje przebiegły już dużo szybciej; właściwie został już nagrany album zawierający bardzo dobre utwory, a muzycy już chociażby częściowo oswoili się z metodą pracy Dylana, więc mniej było stresów i frustrującej niepewności. Muzycy nagrali 9 piosenek w ciągu trzech dni, łącznie z nową, wręcz idealną wersją „Leopard-Skin Pill-Box Hat”. ale ostatecznie Dylan wybrał na album bardziej surową wersję z sesji w Nashville. Po tych sesjach Dylan, poza studiem Columbii, bo w pokoju hotelowym urządził co najmniej dwie sesje nagraniowe razem z Robbie Robertsonem.
Studio Columbia Records, Nowy Jork. 5 października 1965
1. Medicine Sunday (2 wersje); 2. Can You Please Crawl Out Your Window? (2 wersje; 3. I Don’t Want to Be Your Partner; 4. Jet Pilot (7 wersji); 5. dwa utwory instrumentalne
Studio Columbia Records, Nowy Jork. 20 października 1965
6. I Wanna Be Your Lover (7 wersji);
Studio Columbia Records, Nowy Jork. 30 listopada 1965
7. Visions of Johanna (14 wersji); 8. Can You Please Crawl Out Your Window? (10 wersji);
Studio Columbia Records, Nowy Jork. 21 stycznia 1966
9. She’s Your Lover Now (19 wersji); 10. Visions of Johanna;
Studio Columbia Records, Nowy Jork. 25 stycznia 1966
11. Leopard-Skin Pill-Box Hat (2 wersje); 12. One of Us Must Know (Sooner or Later) (19 wersji);
Studio Columbia Records, Nowy Jork. 27 stycznia 1966
13. Utwór instrumentalny (Number One); 14. Leopard-Skin Pill-Box Hat (4 wersje); 15. I'll Keep It with Mine; 16. One of Us Must Know (Sooner or Later) (3 wersje);
Studio Columbia Music Row, Nashville, Tennessee. 14 lutego 1966
17. 4th Time Around (20 wersji); 18. Visions of Johanna (4 wersje); 19. Leopard-Skin Pill-Box Hat (14 wersji);
Studio Columbia Music Row, Nashville, Tennessee. 15 lutego 1966
20. I'll Keep it with Mine (instrumentalny) (10 wersji); 21. Sad Eyed Lady of the Lowlands;
Studio Columbia Music Row, Nashville, Tennessee. 16 lutego 1966
22. Stuck Inside of Mobile with the Memphis Blues Again (20 wersji);
Studio Columbia Music Row, Nashville, Tennessee. 8 marca 1966
23. Absolutely Sweet Marie; 24. Just Like a Woman (2 wersje); 25. Pledging My Time;
Studio Columbia Music Row, Nashville, Tennessee. 9 marca 1966
26. Most Likely You Go Your Way and I’ll Go Mine; 27. Temporary Like Achilles;
Studio Columbia Music Row, Nashville, Tennessee. 10 marca 1966
28. Rainy Day Women # 12 & 35; 29. Obviously 5 Believers; 30. Leopard-Skin Pill-Box Hat;
31. I Want You;
Pokój hotelowy, Denver, Kolorado. 13 marca 1966
32. Positively Van Gogh; 33. Don't Tell Him; 34. If You Want My Love; 35. Just Like a Woman;
36. Sad Eyed Lady of the Lowlands;
Kulicy Capitol Theatre w Cardiff, Walia, Wielka Brytania. 11 maja 1966
37. I Still Miss Someone;
Pokój hotelowy w Glasgow, Szkocja, Wielka Brytania. 19 maja 1966
38. What Kind of Friend Is This?; 39. I Can't Leave Her Behind (2 wersje); 40. On a Rainy Afternoon;
Miksowanie albumu, który został nagrany na 3-ścieżkowym sprzęcie, i które przebiegało pod nadzorem Dylana w Los Angeles, zostało ukończone 7 kwietnia.

## Lista utworów

### Strona 1
| 1. | „Rainy Day Women ♯12 & 35”              | 4:36  |
|    |                                         |       |
| 2. | „Pledging My Time”                      | 3:45  |
|    |                                         |       |
| 3. | „Visions of Johanna”                    | 7:30  |
|    |                                         |       |
| 4. | „One of Us Must Know (Sooner or Later)” | 4:56  |
|    |                                         |       |
|    |                                         | 20:47 |
|    |                                         |       |

### Strona 2
| 1. | „I Want You”                                             | 3:09  |
|    |                                                          |       |
| 2. | „Stuck Inside of Mobile with the Memphis Blues Again”[e] | 7:06  |
|    |                                                          |       |
| 3. | „Leopard-Skin Pill-Box Hat”                              | 3:52  |
|    |                                                          |       |
| 4. | „Just Like a Woman „                                     | 4:42  |
|    |                                                          |       |
|    |                                                          | 18:49 |
|    |                                                          |       |

### Strona 3
| 1. | „Most Likely You Go Your Way (and I’ll Go Mine)” | 3:24  |
|    |                                                  |       |
| 2. | „Temporary Like Achilles”                        | 4:51  |
|    |                                                  |       |
| 3. | „Absolutely Sweet Marie”                         | 4:48  |
|    |                                                  |       |
| 4. | „4th Time Around”                                | 4:29  |
|    |                                                  |       |
| 5. | „Obviously 5 Believers”                          | 3:32  |
|    |                                                  |       |
|    |                                                  | 21:04 |
|    |                                                  |       |

### Strona 4
| 1. | „Sad-Eyed Lady of the Lowlands” | 11:43 |
|    |                                 |       |
|    |                                 | 11:43 |
|    |                                 |       |
- Czas łączny 71:23

## Skład
- Bob Dylan – gitara, harmonijka, fortepian, instrumenty klawiszowe, śpiew
- Al Kooper – organy, gitara, róg, instrumenty klawiszowe
- Robbie Robertson – gitara, śpiew
- Joe South – gitara
- Rick Danko – gitara basowa, skrzypce, śpiew
- Bill Atkins – instrumenty klawiszowe
- Wayne Butler – puzon
- Kenneth A. Buttrey – perkusja
- Paul Griffin – fortepian
- Garth Hudson – instrumenty klawiszowe, saksofon
- Bob Johnston – producent
- Jerry Kennedy – gitara
- Sanford Konikoff – perkusja
- Richard Manuel – perkusja, instrumenty klawiszowe, śpiew
- Wayne Moss – gitara, śpiew
- Hargus „Pig” Robbins – fortepian, instrumenty klawiszowe
- Henry Strzelecki – gitara basowa
- Charlie McCoy – gitara basowa, gitara, harmonijka, trąbka

## Opis płyty
- Producent – Bob Johnston
- Studio – Studia Columbii w Nowym Jorku; Columbia Music Row Studios w Nashville, Tennessee
- Data nagrania – 5 października 1965 – 10 marca 1966
- Firma nagraniowa – Columbia Records (USA); CBS (WB)
- Data wydania – 16 maja 1966
- Czas trwania – 71:23
- Numer katalogowy

oryginalny album winylowy – C2-41
wznowienie (CD) – CGK 841 (i wiele innych)

## Listy przebojów
Album
| Rok  | Lista                          | Pozycja |
| ---- | ------------------------------ | ------- |
| 1966 | Billboard USA. Hot 200         | 9       |
| 1966 | Wielka Brytania. Albumy popowe | 3       |

Single
| Rok  | Singel                                  | Lista                    | Pozycja | Lista             | Pozycja |
| ---- | --------------------------------------- | ------------------------ | ------- | ----------------- | ------- |
| 1966 | „Can You Please Crawl Out Your Window?" | Billboard. Single popowe | 58      | UK Charts. Single | 17      |
| 1966 | „One of Us Must Know (Sooner or Later)” | Billboard. Single popowe | 119     | UK Charts. Single | 33      |